# Zaklęcie dla Cameleon
Zaklęcie dla Cameleon (tyt. oryg. A Spell for Chameleon) – pierwszy tom cyklu Xanth amerykańskiego pisarza Piersa Anthony’ego. Po raz pierwszy ukazał się w 1977 roku, w Polsce przetłumaczony przez Lucynę Targosz i wydany przez Dom Wydawniczy „Rebis” w 1991 roku.
Drugie wydanie pojawiło się w 2012 w przekładzie Pawła Kruka nakładem Naszej Księgarni.

## Fabuła
Poznajemy głównego bohatera na kilka tygodni przed przełomowym momentem jego życia. Prawem krainy Xanth jest posiadanie talentu magicznego przez każdego człowieka. Bink do tej pory nie odkrył swojego talentu, a za miesiąc będzie obchodzić dwudzieste piąte urodziny - chwila, kiedy ostatecznie będzie musiał się z niego „wylegitymować”. W trakcie rozmowy na Widokowej Skale ze swoją narzeczoną, Sabriną, a także później podczas awantury wywołanej przez wioskowych rozrabiaczy, podejmuje decyzję: uda się do Dobrego Maga Humfreya, który być może spróbuje odkryć jego talent magiczny.